# Marc De Mesmaeker
Marc De Mesmaeker (Ukkel, 13 mei 1961) was van 2018 tot 2023 commissaris-generaal van de Belgische federale politie.

## Benoeming
Eerste hoofdcommissaris Marc De Mesmaeker kwam als eerst gerangschikte uit een selectieprocedure met zeven kandidaten, die door een onafhankelijke commissie werden geëvalueerd.
Hij volgde Catherine De Bolle op in de functie van Commissaris-Generaal. Zij werd op 1 mei 2018 Executive Director van de Europese politiedienst Europol. 

## Studies
Begin jaren 80 ging hij van start aan de Koninklijke Militaire School en vervolgens aan de Koninklijke Rijkswachtschool. In 1983 behaalde hij een master in de criminologie van de Rijksuniversiteit Gent. Vervolgens verwierf hij met succes een master in de rechten aan de Vrije Universiteit Brussel. In 1991 studeerde hij af aan de VUB met grootste onderscheiding en ontving hij de Prijs René Marcq.

## Loopbaan
Marc De Mesmaeker startte zijn loopbaan bij de toenmalige rijkswacht als pelotonscommandant Infanterie bij de mobiele groep in Wilrijk. Na een passage in de Koninklijke Rijkswachtschool werd hij in 1991 verantwoordelijke van de Cel subjectieve geschillen, daarna van de Cel statuten en vervolgens directeur van de juridische dienst van de rijkswacht.
Bij de politiehervorming in 2001 werd hij directeur van de juridische dienst van de Federale Politie. Deze functie bekleedde hij tot in 2008. Vervolgens werd hij veiligheidsadviseur van drie opeenvolgende ministers van Binnenlandse Zaken (2008-2011).
Vanaf december 2011 was hij directeur-generaal van het Administratief-Technisch Secretariaat van Binnenlandse Zaken (ATS), wederom ten dienste van drie opeenvolgende ministers van Binnenlandse Zaken.
Op 15 juni 2018 werd hij Commissaris-Generaal van de federale politie. Hij kwam als eerst gerangschikte uit een selectieprocedure met zeven kandidaten, die door een onafhankelijke commissie werden geëvalueerd. Hij volgde Catherine De Bolle op, die op 1 mei 2018 Executive Director van de Europese politiedienst Europol werd.
Zijn mandaat liep af op 15 juni 2023. Hij besloot niet te kandideren voor een verlenging van zijn mandaat. Bij het pas opgerichte nationaal drugscommissariaat werd hij expert internationale zaken.